# Paul Burgess
Paul Burgess (* 28. září 1950, Manchester, Anglie) je anglický rockový bubeník, který spolupracoval s mnoha umělci, mezi které patří i 10cc, Jethro Tull nebo Camel.